# Andy Harris (homme politique)
Andrew P. Harris dit Andy Harris, né le 25 janvier 1957 à Brooklyn, est un homme politique d'extrême droite américain. Membre du Parti républicain, il est représentant des États-Unis pour le Maryland depuis 2011.

## Biographie
En mai 2007, il annonce sa candidature aux élections de 2008 à la Chambre des représentants des États-Unis dans le 1er district du Maryland, contre le républicain sortant Wayne Gilchrest, qu'il juge trop modéré. Il remporte la primaire républicaine du 12 février 2008 avec 43 % des voix, contre 33 % pour Gilchrest. Lors de l'élection générale, il affronte le démocrate Frank Kratovil, qui obtient lors de la campagne le soutien du sortant républicain. Kratovil remporte de justesse l'élection du 4 novembre.
Il se présente à nouveau dans le même district aux élections de 2010, et affronte de nouveau Frank Kratovil lors de l'élection générale. Il est cette fois-ci élu contre le sortant démocrate.
Lors des élections de 2012, il remporte un troisième mandat contre la démocrate Wendy Rosen, après que son prédécesseur Frank Kratovil a choisi de ne pas se présenter
. À l'issue de ces élections, il devient le seul représentant républicain du Maryland au Congrès avec la défaite de son collègue Roscoe Bartlett.
Dans le cadre des primaires républicaines en vue de l'élection présidentielle de 2016, il est le seul membre du Congrès à apporter son soutien à la candidature de Ben Carson. La même année, alors qu'il est candidat à un quatrième mandat, il fait face lors de la primaire républicaine à Michael Smigiel, un ancien élu de la Chambre des délégués du Maryland, contre qui il remporte largement la nomination le 26 avril,. Il est ensuite réélu lors de l'élection générale du 8 novembre contre le démocrate Joe Werner en remportant 67 % des voix. Il tente alors de devenir le président du Republican Study Committee, un groupe de plus de 150 élus conservateurs de la Chambre, mais est battu par son collègue Mark Walker.
À la suite de l'arrêt Dobbs v. Jackson Women's Health Organization de la Cour suprême mettant fin à la protection fédérale du droit à l'avortement, il soutient l'idée d'une interdiction de l'avortement après six semaines de grossesse à l'échelle fédérale.
En janvier 2023, il fait partie des républicains s'opposant initialement à l'élection de Kevin McCarthy comme président de la Chambre des représentants en votant pour d'autres républicains pendant les douze premiers tours du scrutin, avant de le rallier à partir du treizième tour.
Le 31 mai 2023, il fait partie des 71 élus républicains votant contre le Fiscal Responsibility Act of 2023, le projet de loi résultant de l'accord entre Joe Biden et Kevin McCarthy pour mettre fin à la crise du plafond de la dette.
En septembre 2024, il est élu pour remplacer Bob Good comme président du Freedom Caucus, le groupe rassemblant les élus les plus conservateurs de la Chambre. Il conserve le poste après les élections de 2024.